# Râul Valea Sterminoasă
Râul Valea Sterminoasă este un afluent al râului Boia Mică. 